# سیارک ۷۸۴۳۰
سیارک ۷۸۴۳۰ (به انگلیسی: 78430 Andrewpearce، نامگذاری:2002QX48) هفتاد و هشت هزار و چهارصد و سی‌امین سیارک کشف شده‌است که در ۱۸ اوت ۲۰۰۲ کشف شد.